# How Far I'll Go
"How Far I'll Go"는 2016년 공개된 디즈니의 영화 《모아나》의 삽입곡이다. 린매뉴얼 미란다가 작사, 작곡, 프로듀싱을 하였다. 아울리이 크러발리오가 극중 모아나 역을 맡으면서 불렀으며, 알레시아 카라는 음반 수록곡으로서 불렀다. 89회 아카데미상과 74회 골든 글로브상 주제가상 후보에 올랐다.